# Press Play - La musica della nostra vita
Press Play - La musica della nostra vita (Press Play) è un film del 2022 diretto da Greg Björkman.

## Trama
Una ragazza scopre che potrebbe salvare l'amore della sua vita grazie ad un'audiocassetta che la può far viaggiare indietro nel tempo.

## Distribuzione
Il film è stato distribuito sulla piattaforma Amazon Prime Video dal 16 luglio 2022.